# John Abbey (Schauspieler)
John Abbey (* 21. September 1935 in Denver, Colorado) ist ein US-amerikanischer Schauspieler mit Karriere in Frankreich. 

## Leben
Der in Denver geborene Schauspieler hatte eine erste kleine Rollen im amerikanischen Film … die alles begehren. Der Französisch sprechende Abbey ging anschließend nach Frankreich, wo er mit der Rolle des Lang in Spion zwischen 2 Fronten bekannt wurde. Er spielte 1967 den Mr. Lacs in Tatis herrliche Zeiten und schließlich die Titelrolle des Superhelden Mr. Freedom in William Kleins Mister Freedom an der Seite von Delphine Seyrig. 1975 war er als CIA-Agent der Star in Helvio Sotos Es regnet über Santiago (Il pleut sur Santiago). Abbey spielte auch in französischen Fernsehfilmen und -serien wie Quand la liberté venait du ciel  oder Maigret. Allein viermal spielte er in TV-Adaptionen von Theaterstücken in der TV-Reihe Au théâtre ce soir.

## Filmografie
- 1965: … die alles begehren (The Sandpiper)
- 1966: Spion zwischen 2 Fronten (Triple Cross)
- 1967: Quand la liberté venait du ciel (Fernsehserie)
- 1967: Maigret (Les Enquêtes du commissaire Maigret, Fernsehserie, Folge 1x02)
- 1967: Tatis herrliche Zeiten (Playtime)
- 1968: Mr. Freedom
- 1970: Un mystère par jour (Fernsehserie, Folge 1x08)
- 1972–1976: Au théâtre ce soir (Au Theatre Ce Soir – Jacqueline Maillan, Fernsehserie, 4 Folgen)
- 1975: Es regnet über Santiago (Il pleut sur Santiago)